# Radiofolket
|  | Denne artikel er oprettet af botten PalnaBot ud fra en ekstern database. Den kan derfor have sproglige fejl eller mangler. Denne skabelon kan fjernes efter kontrol af indholdet. |

Radiofolket er en film instrueret af Dorte Høeg Brask.

## Handling
Inger, Bendt og Roma har aldrig mødtes i det virkelige liv. Alligevel føler de, at de kender hinanden. For hver dag står de op og lytter med på den samme lokalradio. De kender hinandens stemmer og følger med i hinandens hverdag. I opture og nedture, når helbredet skranter, og når familien svigter. Et uforpligtende og unikt fællesskab, der plejes med stor trofasthed. En film om at blive gammel og alene. Et øjebliksbillede af et Danmark vi sjældent møder.